# Mina de Cabezas del Pasto
La mina de Cabezas del Pasto es un yacimiento minero situado en el municipio español de Puebla de Guzmán, en la provincia de Huelva, y forma parte de la denominada Faja pirítica ibérica. La explotación de sus reservas minerales alcanzó el cénit durante los siglos XIX y XX bajo la gestión de varias empresas de capital extranjero y español. En la actualidad la mina se encuentra abandonada.

## Historia
Durante la Antigüedad los romanos llegaron a realizar labores de investigación en el subsuelo de Cabezas del Pasto mediante pocillos. Sin embargo, no sería hasta la Edad Contemporánea cuando sus yacimientos se explotaron de forma intensiva. Durante el período 1860-1863 se otorgaron las primeras concesiones mineras y se ejecutaron varios sondeos en la zona, pero la iniciativa no prosperó. En 1880 el ingeniero alemán Jorge Rieken se hizo con las concesiones, arrendándolas a su vez la explotación a la británica The Bedel Metal & Chemical Company Limited. Las instalaciones llegaron a estar enlazadas con el puerto de La Laja a través del llamado ferrocarril del Guadiana. En 1911 la mina fue arrendada a la Société Anonyme de Saint Gobain, que la estuvo explotando a hasta 1937 mediante una empresa filial —la Sociedad Minera del Guadiana—. Años más tarde la explotación fue llevada a cabo por la Sociedad Anónima Minas de Herrerías, siendo clausuradas las instalaciones en 1988.